# Yatiyantota Division
Yatiyantota Division är en division i Sri Lanka.   Den ligger i provinsen Sabaragamuwa, i den sydvästra delen av landet, 60 km öster om huvudstaden Colombo.